# Klaffbron
Klaffbron, även kallad nya klaffbron, är en klaffbro i Malmö.
Den förbinder Västra hamnen med vad som numera kallas Universitetsholmen. Tidigare var klaffbron infarten till varvsområdet. Bron har även fått en ny kompliterad bro för kollektivtrafik (bussar). Samt gång och cykel för att komma till varvsstaden Styrmansbron. Utöver det har också Bejiers bro tillkomit vilket gör att du kan promenera eller cykla förbi den istället för klaffbron så den bron har avlastats lite.

## Bildgalleri

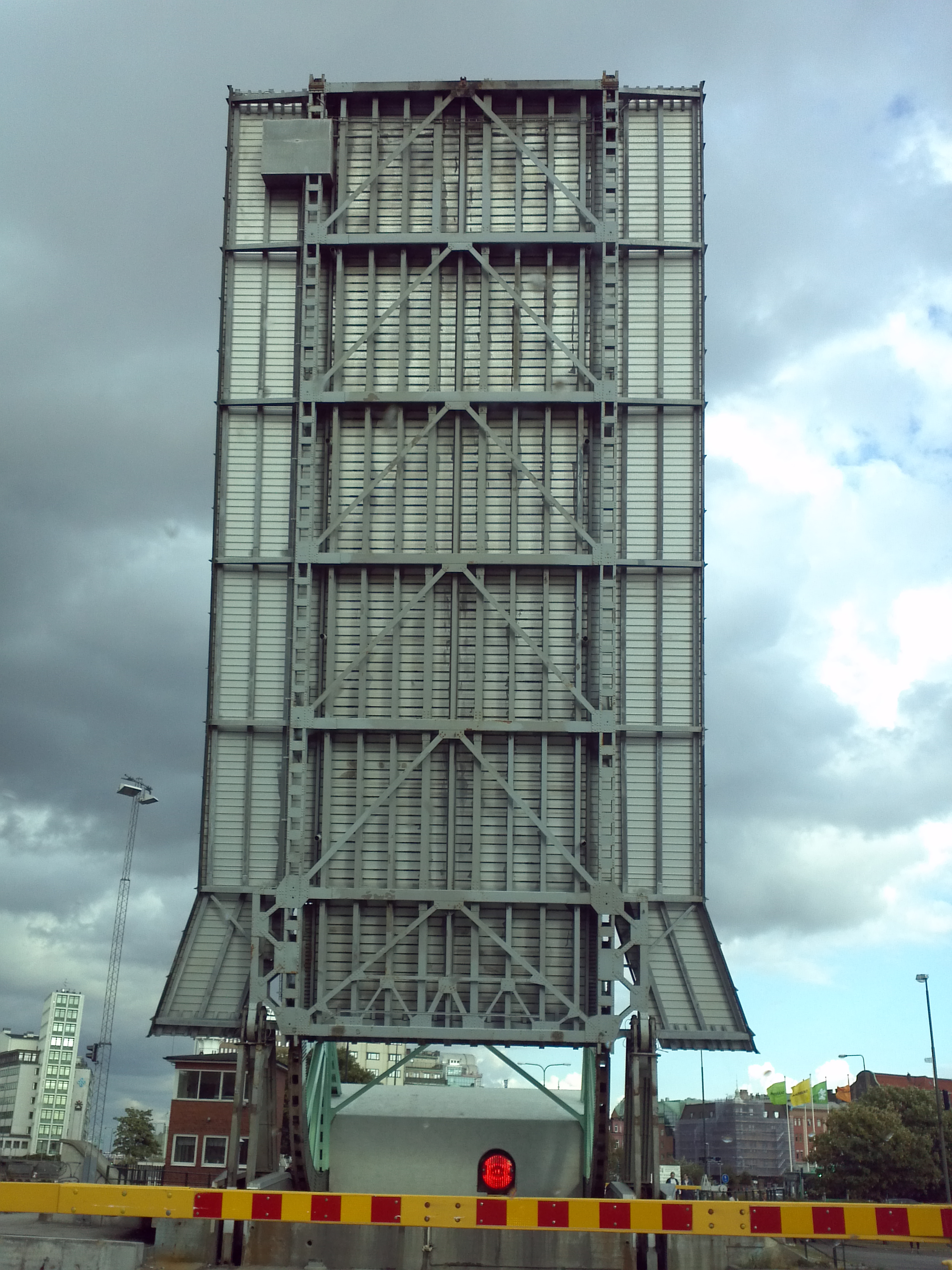
Klaffbron i uppfällt läge